# Partido Popular
För andra folkpartier, se Folkpartiet (olika betydelser).
Partido Popular ("Folkpartiet"), PP, är ett konservativt och kristdemokratiskt parti i Spanien, ett av landets två största partier.

## Bakgrund
Partiet har sina rötter i Alianza Popular, ett parti som grundades och leddes av Manuel Fraga Iribarne och organiserade personer som hade stött Francoregimen men som förespråkade övergången till demokrati. PP bildades i slutet av 1980-talet och samlade då det tidigare AP och ett antal mindre kristdemokratiska partier.
Partido Popular var i regeringsställning från 1996 till 2004, och leddes då av premiärministern (Presidente del Gobierno, eg. "regeringspresident") José María Aznar. I augusti 2003 avgick Aznar som partiledare och efterträddes av Mariano Rajoy, som blev partiets premiärministerkandidat i valet 2004, som partiet förlorade.
I valet i november 2011 segrade Partido Popular och blev regeringsparti med absolut majoritet i Congreso de los Diputados och i Senaten och regerade i elva av Spaniens autonoma regioner, samt i Ceuta och Melilla. Det är, med regeringarna under José María Aznar och Mariano Rajoy, den regeringsbildning som har suttit nästlängst vid makten sedan återgången till demokrati (PSOE har haft regeringsmakten längst).
Partiet har 16 ledamöter i Europaparlamentet[när?] och ingår där i Europeiska folkpartiets grupp (kristdemokrater), som består av konservativa och kristdemokratiska partier.
Sedan valet 2011 till 2018 leddes Spanien av premiärministern (Presidente de Gobierno) Mariano Rajoy, som var ledare för PP. Under perioden hade konflikten med Katalonien, skärpts och den tidigare tvisten kring regionens grad av autonomi hade skärpts till en konflikt kring eventuell katalansk självständighet. 2017 hade det hela, i samband med en ensidigt utlyst folkomröstning och en stor spansk polisaktion för att söka hindra den, utvecklats till en nationell konstitutionell kris.
I juni 2018 förlorade Spaniens premiärminister Mariano Rajoy en misstroendeomröstning i parlamentet. Pedro Sánchez från socialistpartiet PSOE blev ny premiärminister.
i juli 2018 valdes Pablo Casado till ny partiledare vid PP:s extraordinära kongress i Madrid.
I parlamentsvalet i november 2019 fick PP 88 platser i parlamentet och socialdemokratiska PSOE förblev största parti I maj 2021 vann Partido Popular och dess regionala ledare Isabel Díaz Ayuso en klar seger i valet för det regionala parlamentet i Madrid.